# Burka Band
Burka Band (hoặc Blue Burqa Band) là ban nhạc indie rock toàn nữ gốc dân thủ đô Kabul của Afghanistan từ năm 2002. Họ biểu diễn ẩn danh, tất cả các thành viên đều mặc burqa rõ ràng nhằm thể hiện thái độ chống lại các quy định hà khắc của Taliban về trang phục Hồi giáo. Họ cho phát hành một đĩa đơn mang tên "Burka Blue" và một album cùng tên vào năm 2002. Burka Band gây được tiếng vang lớn ở châu Âu vào thập niên 2000, và còn đi lưu diễn ở Đức, nơi một trong những bài hát của họ được DJ Barbara Morgenstern phối lại. Một đoạn video trên YouTube quay lại buổi biểu diễn của họ đã được cộng đồng mạng lan truyền rộng rãi. Theo lời Nargiz, một thành viên trong nhóm cho biết việc hát qua lớp áo burqa quả thực là một trò đùa nhưng cũng cần thiết để tránh bị những kẻ cuồng tín tôn giáo trả thù.